# Augusto II de Polonia
Augusto II de Polonia o Augusto II el Fuerte (en alemán: August II der Starke; en polaco: August II Mocny), también conocido como Federico Augusto I (en alemán: Kurfürst Friedrich August; Dresde, 12 de mayo de 1670-Varsovia, 1 de febrero de 1733), fue elector de Sajonia (1694-1733) y rey de Polonia (1697-1733).
La gran fuerza física de Augusto le valió los apodos de "el Fuerte", "el Hércules sajón" y "Mano de hierro". Le gustaba demostrar que estaba a la altura de su nombre al romper herraduras con las manos desnudas y participar en lanzamientos de zorros sosteniendo el extremo de la honda con solo un dedo, mientras que dos de los hombres más fuertes de su corte sostenían el otro extremo. También es notable por engendrar una gran cantidad de hijos.
Para ser elegido Rey de la Mancomunidad de Polonia-Lituania, Augusto se convirtió al catolicismo. Como católico, recibió la Orden del Vellocino de Oro del Sacro Emperador Romano Germánico. Como Elector de Sajonia, quizás sea mejor recordado como un mecenas de las artes y la arquitectura. Estableció la capital sajona de Dresde como un importante centro cultural, atrayendo artistas de toda Europa a su corte. Augusto también acumuló una impresionante colección de arte y construyó lujosos palacios barrocos en Dresde y Varsovia.
Sus reinados trajeron a Polonia algunos tiempos difíciles. Lideró la Mancomunidad polaco-lituana en la Gran Guerra del Norte, lo que permitió al Imperio ruso fortalecer su influencia en Europa, especialmente dentro de Polonia. Su principal objetivo era reforzar el poder real en la Mancomunidad, caracterizada por una amplia descentralización en comparación con otras monarquías europeas. Trató de lograr este objetivo utilizando potencias extranjeras y, por lo tanto, desestabilizó al Estado. Augusto gobernó Polonia con un intervalo; en 1704 los suecos instalaron al noble Stanisław Leszczyński como rey, que reinó oficialmente de 1706 a 1709 y después de la muerte de Augusto en 1733, lo que provocó la Guerra de Sucesión de Polonia.
Fue enterrado en la catedral real de Polonia Wawel en Cracovia, pero su corazón descansa en la catedral de Dresde.

## Biografía

La república de las Dos Naciones en 1701.

Augusto nació en Dresde el 12 de mayo de 1670, hijo menor del elector Juan Jorge III y Ana Sofía de Dinamarca. Como hijo segundón, Augusto no tenía expectativas de heredar el electorado, ya que su hermano mayor, Juan Jorge IV, asumió el cargo después de la muerte de su padre el 12 de septiembre de 1691. Augusto estaba bien educado y pasó algunos años viajando y luchando contra Francia.
Augusto se casó con Cristiana Eberardina de Brandeburgo-Bayreuth en Bayreuth el 20 de enero de 1693. Tuvieron un hijo, Federico Augusto II (1696-1763), que sucedió a su padre como Elector de Sajonia y Rey de Polonia con el nombre de Augusto III.
Mientras estaba en Venecia durante la temporada de carnaval, su hermano mayor, el Elector Juan Jorge IV, contrajo la viruela de su amante Magdalena Sibylla de Neidschutz. El 27 de abril de 1694, Juan Jorge murió sin un hijo legítimo y Augusto se convirtió en Elector de Sajonia como Federico Augusto I.
Augusto era el hijo segundo del elector imperial Juan Jorge III de Sajonia. Al morir su hermano mayor, heredó el título de Elector de Sajonia, siendo desde muy joven conocido como un pertinaz mujeriego, al punto de haber tenido entre sus nueve vástagos reconocidos sólo un hijo matrimonial; otro rasgo muy conocido de Augusto II entre sus contemporáneos era su fuerza física fuera de lo común, siendo aficionado a mostrar tal capacidad ante los cortesanos doblando herrajes de caballos solamente con las manos. Participó en la Gran Guerra Turca dirigiendo las tropas imperiales en la batalla de Olasch.
Tras la muerte del rey polaco Juan III Sobieski, en 1697, se convierte en el rey de Polonia-Lituania al ser elegido para ello por la szlachta polaca, para lo cual Augusto II se convierte al catolicismo para poder ascender al trono de Polonia, mostrando sus deseos de no formar alianzas con sus vecinos bálticos. Esta elección le atrae a Augusto la enemistad de Rusia y Suecia, que pretendían la hegemonía en el Mar Báltico y deseaban que el reino de Polonia-Lituania se subordinara a alguno de ellos antes que seguir una política propia.
Ante tal panorama, Augusto II concibió la idea de crear una dinastía real en Polonia, suprimiendo la tradicional monarquía electiva en la que la aristocracia polaca o szlachta poseía privilegios que no podían ser limitados por el rey en el marco de la "Libertad Dorada", e inclusive tenía derecho de oponerse por las armas a las decisiones del monarca, situación que el rey sajón calificaba como "semilla del caos". 
Estos proyectos de reforma política de Augusto se vieron trabados en 1701 cuando estalló la Gran Guerra del Norte, en la que Polonia formó una alianza con Dinamarca y Rusia en contra de Suecia. Las tropas polacas cosecharon graves derrotas apenas empezada la contienda, y en 1704, Carlos XII de Suecia logró invadir Polonia, apoderándose de Varsovia y Cracovia, forzando a Augusto a renunciar al trono en 1706 para colocar en su lugar al aristócrata prosueco Estanislao I Leszczynski. 
Augusto II no vaciló en hacer intervenir a Sajonia en la guerra contra Suecia, pero fue vencido también, hasta que recuperó el trono después de la victoria rusa sobre los suecos en la Batalla de Poltava (1709). Consciente de la debilidad militar polaco-lituana frente a la potencia bélica de la Suecia de Carlos XII, Augusto II debió admitir la ayuda de tropas rusas enviadas por el zar Pedro el Grande, con cuyo auxilio los ejércitos suecos pudieron ser expulsados del país, aun cuando ello implicaba otorgar a Rusia una gran influencia en la política interior de la República de las Dos Naciones.
Tras su retorno al trono, Augusto persiguió con más empeño su proyecto de instalar el absolutismo real en Polonia-Lituania, eliminando los privilegios de la szlachta, reduciendo drásticamente la "Libertad Dorada" y suprimiendo la monarquía electiva, por considerar que este rasgo típico de la política polaca era una fuente de debilidad en el reino que traería gravísimas consecuencias en el futuro. Los aristócratas polacos se opusieron violentamente a tales reformas formando la Confederación de Tarnogród en 1715 y pidiendo el apoyo financiero y diplomático de Rusia para oponerse por las armas a su propio monarca. 
Tras dos años de una guerra civil efectiva en Polonia-Lituania, Augusto se vio forzado a pactar con los aristócratas rebeldes, sostenidos políticamente por Rusia, y debió poner fin a sus ambiciones dinásticas aceptando que la szlachta recuperase sus privilegios en el Sejm Silencioso de 1717, el cual se realizó bajo abierta presión militar rusa, y donde los aristócratas polacos terminaron concediendo diversos privilegios y ventajas a Rusia.
Augusto II siguió reinando, tratando de impulsar las artes y las ciencias exactas en Polonia-Lituania, aunque la influencia de Rusia había significado desde 1717 una sustancial reducción de la independencia real de Polonia-Lituania. Siempre en relaciones tirantes con la szlachta, el rey murió en Varsovia en 1733.

## Conversión al catolicismo
Para ser elegible al trono de la Mancomunidad polaco-lituana en 1697, Augusto tuvo que convertirse al catolicismo. Los duques sajones habían sido tradicionalmente llamados "campeones de la Reforma ". Sajonia había sido un bastión del protestantismo alemán y, por lo tanto, la conversión de Augusto se consideraba impactante en la Europa protestante. Aunque el príncipe elector garantizó el statu quo religioso de Sajonia, la conversión de Augusto enajenó a muchos de sus súbditos protestantes. Como resultado del enorme gasto de dinero para sobornar a la nobleza y al clero polacos, los contemporáneos de Augusto se referían burlonamente a las ambiciones reales del duque sajón como su "aventura polaca".

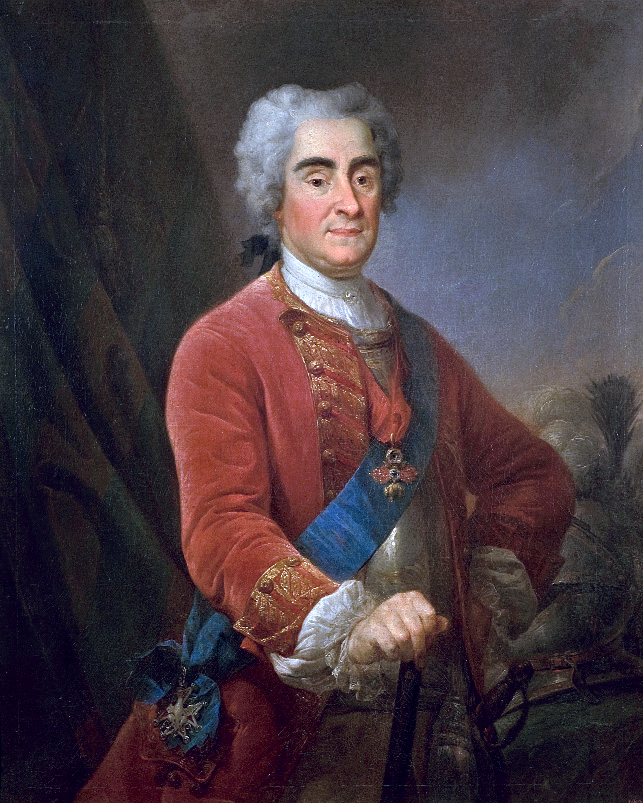
Augusto II por Marcello Bacciarelli

Su política eclesiástica dentro del Sacro Imperio Romano Germánico siguió al luteranismo ortodoxo y se opuso a sus convicciones religiosas y absolutistas recién descubiertas. Los príncipes protestantes del imperio y los dos electores protestantes restantes (de Hannover y Prusia) estaban ansiosos por mantener a Sajonia bien integrada en su bando. Según la Paz de Augsburgo, Augusto teóricamente tenía derecho a reintroducir el catolicismo (ver Cuius regio, eius religio), o al menos a otorgar plena libertad religiosa a sus súbditos católicos en Sajonia, pero esto nunca sucedió. Sajonia seguía siendo luterana y los pocos católicos que residían en Sajonia carecían de derechos políticos o civiles. En 1717, quedó claro cuán incómoda era la situación: para realizar sus ambiciosos planes dinásticos en Polonia y Alemania, era necesario que los herederos de Augusto se hicieran católicos. Después de cinco años como converso, su hijo, el futuro Augusto III, declaró públicamente su catolicismo. Los estados sajones se indignaron y se rebelaron cuando se hizo evidente que su conversión al catolicismo no era solo una cuestión de forma, sino también de sustancia. 
Desde la Paz de Westfalia, el Elector de Sajonia había sido el jefe de la facción protestante en el Reichstag. Para aplacar a los otros estados protestantes en el Imperio, Augusto delegó nominalmente la jefatura del grupo protestante al duque Juan Adolfo II de Sajonia-Weissenfels. Sin embargo, cuando el hijo del Elector también se convirtió al catolicismo, el Electorado se enfrentó con una sucesión católica hereditaria en lugar de un regreso a un Elector protestante tras la muerte de Augusto. Cuando la conversión se hizo pública en 1717, Brandeburgo-Prusia y Hannover intentaron expulsar a Sajonia de la jefatura y designarse a sí mismos como directores conjuntos, pero abandonaron el intento en 1720. Sajonia retendría la jefatura del grupo protestante en el Reichstag hasta la disolución del Sacro Imperio Romano Germánico en 1806, a pesar de que todos los restantes electores de Sajonia eran católicos. 
La esposa de Augusto, la electora Christiane Eberhardine, se negó a seguir el ejemplo de su marido y siguió siendo una firme protestante. Ella no asistió a la coronación de su esposo en Polonia y llevó una vida bastante tranquila fuera de Dresde, ganando cierta popularidad por su terquedad.

## Primer reinado en Polonia

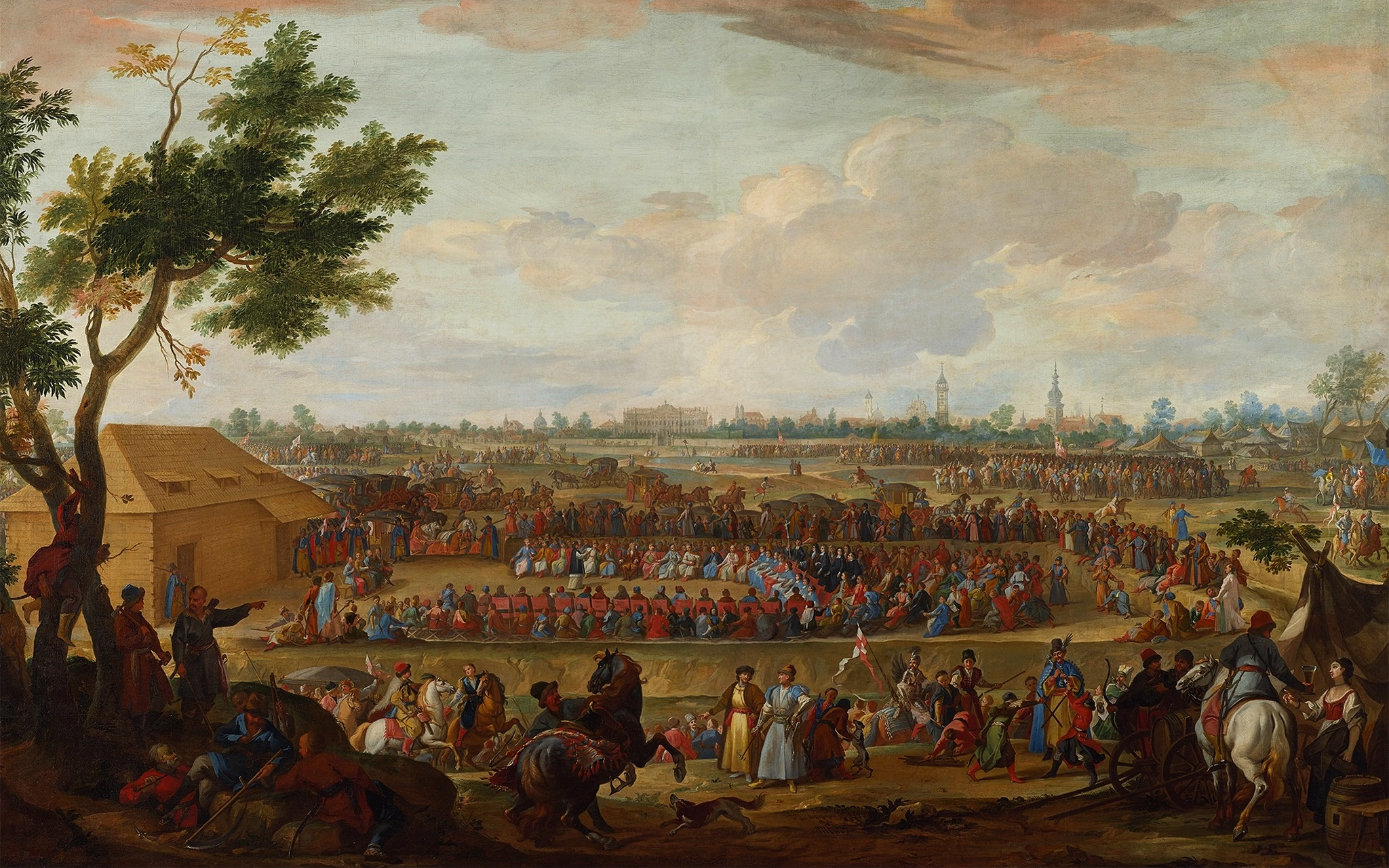
Elección de Augusto II como Rey de Polonia en Wola, cerca de Varsovia, en 1697.

Después de la muerte del rey polaco Juan III Sobieski y de haberse convertido al catolicismo, Augusto ganó las elecciones como rey de la Mancomunidad polaco-lituana en 1697 con el respaldo de la Rusia imperial y Austria, que lo financiaron a través del banquero Berend Lehmann. En ese momento, algunos cuestionaron la legalidad de la elevación de Augusto, ya que otro candidato, François Louis, Príncipe de Conti, había recibido más votos. Cada uno de los candidatos, Conti y Augusto, fue proclamado rey por una autoridad eclesiástica diferente (el Primado Michaŀ Radziejowski proclamó a Conti y el obispo de Kujawy, Stanisław Dąmbski, proclamó a Augusto, con Jacob Heinrich von Flemming jurando la pacta conventa como representante de Augusto). Sin embargo, Augusto se apresuró a ir a la Mancomunidad con un ejército sajón, mientras que Conti permaneció en Francia durante dos meses.

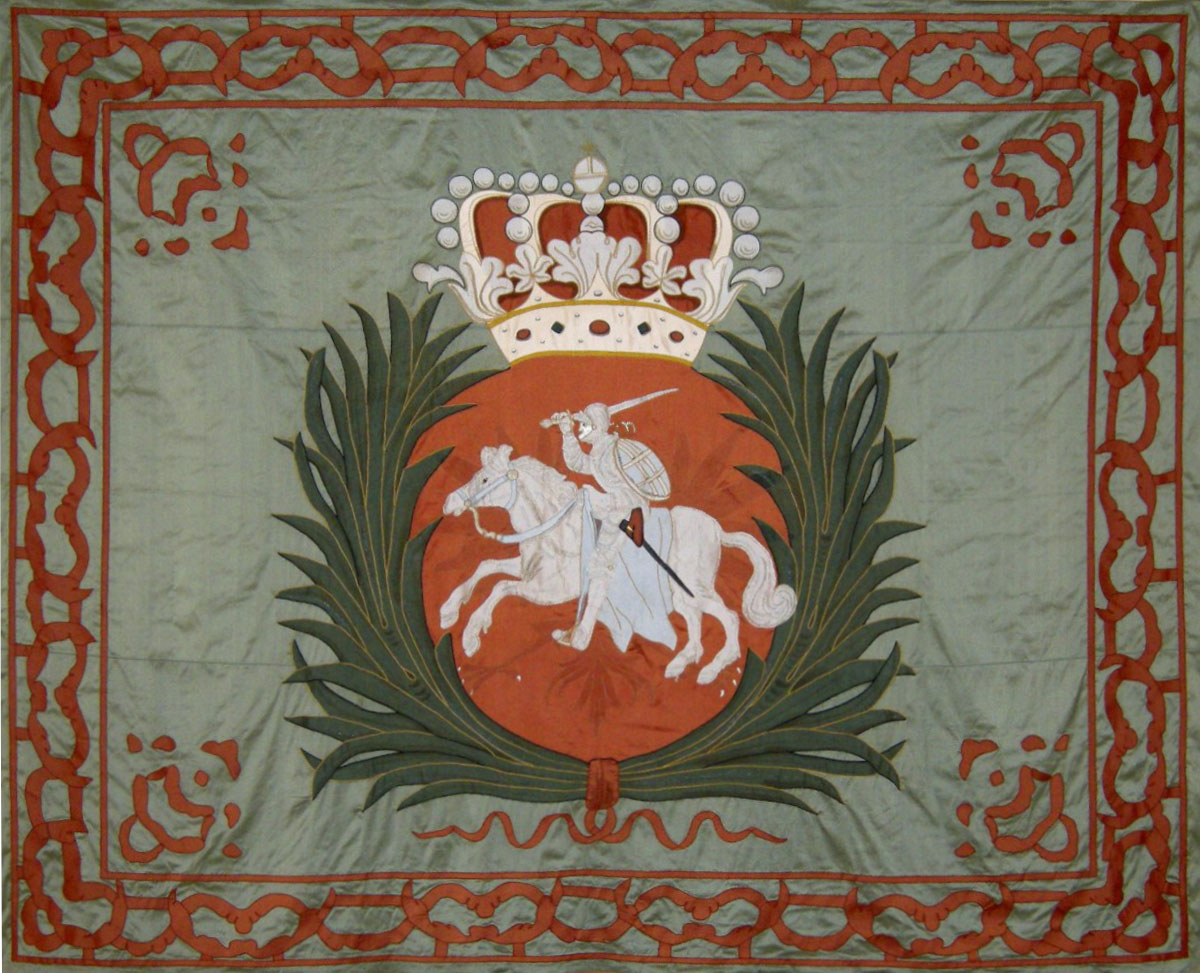
Estandarte real de Augusto II

Aunque había dirigido las tropas imperiales contra Turquía en 1695 y 1696 sin mucho éxito, Augusto continuó la guerra de la Liga Santa contra Turquía, y después de una campaña en Moldavia, su ejército polaco derrotó finalmente a la expedición tártara en la batalla de Podhajce en 1698. Esta victoria obligó al Imperio Otomano a firmar el Tratado de Karlowitz en 1699. Podolia y Kamieniec Podolski regresaron al dominio de Polonia. Augusto, un gobernante ambicioso, esperaba convertir el trono polaco en hereditario dentro de su familia y utilizar sus recursos como Elector de Sajonia para imponer un cierto orden en la caótica Mancomunidad Polaco-Lituana. Sin embargo, pronto se distrajo de sus proyectos de reforma interna por la posibilidad de una conquista en el exterior. Formó una alianza con Federico IV de Dinamarca y Pedro I de Rusia para despojar al joven rey Carlos XII (primo de Augusto) de Suecia de sus posesiones. La recompensa de Polonia por su participación en la Gran Guerra del Norte fue haber sido el territorio sueco de Livonia. Carlos XII demostró ser un comandante militar capaz y obligó rápidamente a los daneses a salir de la guerra y luego expulsó a los rusos de Narva en 1700, lo que le permitió centrarse en la lucha con Augusto. Sin embargo, esta guerra resultó ser tan desastrosa para Suecia como para Polonia.

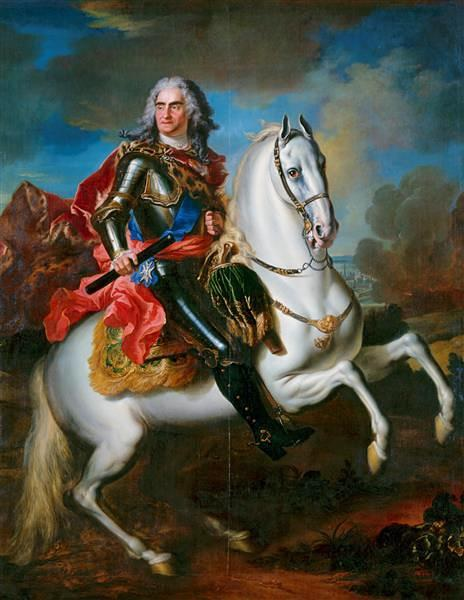
El rey Augusto II a caballo, circa 1718

Carlos XII derrotó al ejército de Augusto en Riga en julio de 1701, obligando al ejército polaco-sajón a retirarse de Livonia, y siguió con la invasión de Polonia. Capturó Varsovia el 14 de mayo de 1702, derrotó nuevamente al ejército polaco-sajón en la batalla de Kliszów (julio de 1702) y se apoderó de Cracovia. Derrotó a otro de los ejércitos de Augusto bajo el mando del Generalfeldmarschall Adam Heinrich von Steinau en la batalla de Pułtusk en la primavera de 1703, y asedió y capturó a Toruń .
En este momento, Augusto estaba listo ciertamente para la paz, pero Carlos XII sentía que estaría más seguro si pudiera establecer a alguien con quien tuviera más influencia en el trono polaco. En 1704, los suecos instalaron a Stanisław Leszczyński y vincularon la comunidad a Suecia, lo que obligó a Augusto a iniciar operaciones militares en Polonia junto con Rusia (se concluyó una alianza en Narva en el verano de 1704). La guerra civil resultante en Polonia (1704-1706) y la campaña de Grodno (1705-1706) no fueron bien para Augusto. Después de la batalla de Fraustadt el 1 de septiembre de 1706, Carlos XII invadió Sajonia, obligando a Augusto a ceder el trono polaco a Leszczyński por el Tratado de Altranstädt (octubre de 1706).
Mientras tanto, el zar ruso de Rusia había reformado su ejército, y les dio una derrota paralizante a los suecos en la batalla de Poltava (1709). Esto significó el fin del imperio sueco y el surgimiento del imperio ruso.

## Segundo reinado en Polonia

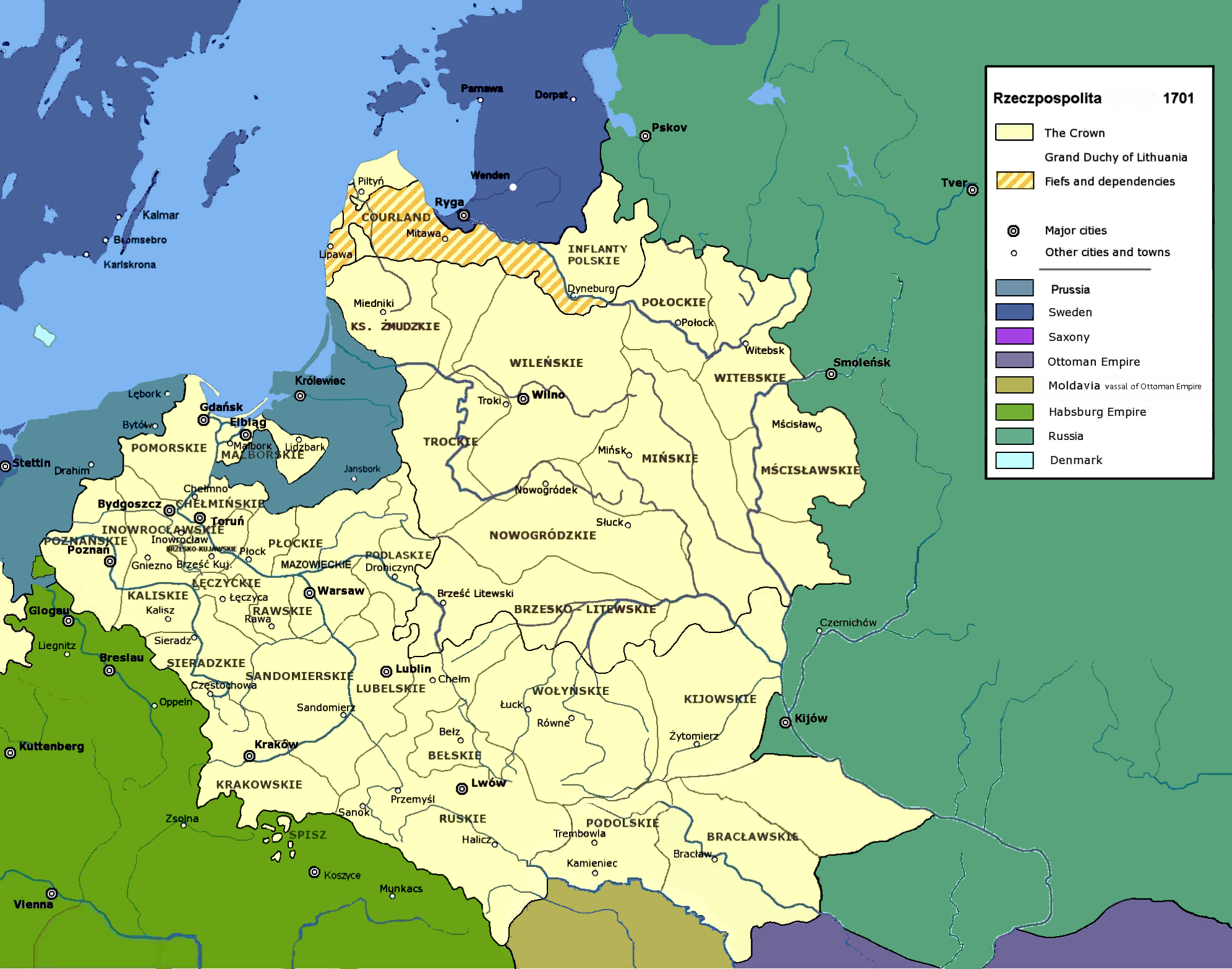
Mancomunidad polaco-lituana en 1701

La debilitada Mancomunidad Polaco-Lituana llegó pronto a considerarse casi un protectorado de Rusia. En 1709, Augusto II regresó al trono polaco bajo los auspicios rusos. Una vez más intentó establecer una monarquía absoluta en la Mancomunidad polaco-lituana, pero se enfrentó a la oposición de la nobleza (szlachta, ver Confederación de Tarnogród). Fue discapacitado por los celos mutuos de los sajones y los polacos, y estalló una lucha en Polonia que solo terminó cuando el rey prometió limitar el número de su ejército en ese país a 18,000 hombres. Pedro el Grande aprovechó la oportunidad de hacerse pasar por mediador, amenazó militarmente a la Mancomunidad y, en 1717, obligó a Augusto y a la nobleza a firmar un acuerdo, favorable a los intereses rusos, en el Sejm Silencioso (Sejm Niemy).
Durante el resto de su reinado, en una relación incómoda, Augusto era más o menos dependiente de Rusia (y, en menor medida, de Austria) para mantenerse en el trono. Renunció a sus ambiciones dinásticas y, en cambio, se concentró en los intentos de fortalecer la Mancomunidad. Sin embargo, logró poco a causa de la oposición tanto interna como extranjera.  En 1729 estableció la Gran Compañía de Mosqueteros en Dresde, una de las escuelas de oficiales polacos más antiguas, que en 1730 fue reubicada en Varsovia. 

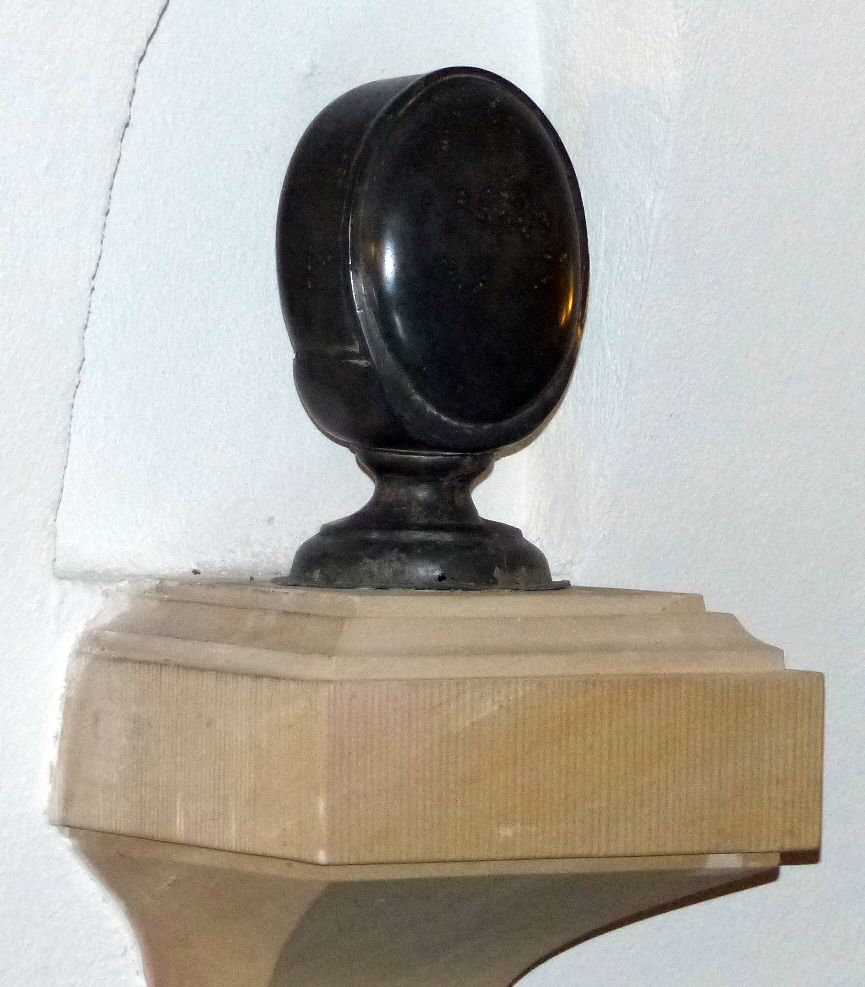
Cápsula con el corazón de Augusto II el Fuerte en la Catedral de Dresde

Augusto murió en Varsovia en 1733. Aunque no había logrado que el trono polaco fuera hereditario para su dinastía, su hijo mayor, Federico Augusto II de Sajonia, lo sucedió en el trono polaco como Augusto III de Polonia, aunque tuvo que ser instalado. por el ejército ruso en la Guerra de Sucesión Polaca.

## Descendencia
Casado con la margravina Cristiana Eberardina de Brandeburgo-Bayreuth, tuvo un hijo, Augusto III. Augusto aceptó convertirse al catolicismo para coronarse rey de Polonia-Lituania, mientras que su esposa se negó a hacerlo, prefiriendo mantener su fe protestante y residir permanentemente en Sajonia.
Augusto, un voraz mujeriego, pasaba su tiempo con una serie de amantes: 
- 1694-1696 con la condesa María Aurora de Königsmarck.
- 1696-1699 con la condesa Ana Alicia Maximiliana von Lamberg.
- 1698-1704 con Úrsula Catalina de Altenbockum, más tarde Princesa de Teschen.
- 1701-1706 con Fátima, una mujer turca, rebautizada más tarde como María Aurora de Spiegel.
- 1704-1713 con Ana Constanza de Brockdorff, luego Condesa de Cosel.
- 1706-1707 con Henrietta Renard.
- 1708 con Angélica Duparc, bailarina y actriz francesa.
- 1713-1719 con María Magdalena de Bielinski, por su primer matrimonio condesa de Dönhoff y por el segundo princesa Lubomirska.
- 1720-1721 con Edmunda Sofía de Dieskau, por matrimonio von Loss.
- 1721-1722 con la baronesa Cristina de Osterhausen, por matrimonio Stanislawski.
- -? con Friederike, una mujer de raza negra.

Algunas fuentes de la época, entre ellas la princesa Guillermina de Prusia, afirmaron que Augusto llegó a tener 365 o 382 niños. La cantidad exacta de los hijos es muy difícil de verificar, pues Augusto reconoció oficialmente sólo a una pequeña fracción de ellos como bastardos suyos (las madres de estos "elegidos", con la posible excepción de Fátima la Turca, eran todas damas aristocráticas):
Con María Aurora de Königsmarck
1. Mauricio de Sajonia (Goslar, 28 de octubre de 1696-Castillo de Chambord, 30 de noviembre de 1750), conde de Sajonia.

Con Ursula Katharina de Altenbockum
1. Juan Jorge (21 de agosto de 1704-25 de febrero de 1774), Caballero de Sajonia, más tarde gobernador de Dresde.

Con Fátima la Turca, después María Aurora de Spiegel
1. Federico Augusto Rutowsky (Varsovia/Dresde, 19 de junio de 1702 [?]-Pillnitz, 16 de marzo de 1764), conde de Rutowsky
2. María Ana Catalina (1706-1746), condesa de Rutowska; casó en primer lugar en enero de 1728 con Michał, conde de Bielinski, se divorció a principios de 1732 y en segundo lugar, en febrero de 1732, con Claude Marie Noyel, Comandante du Bellegarde et d'Entremont.

Con Ana Constanza de Brockdorff
1. Augusta Ana Constanza (24 de febrero de 1708-3 de febrero de 1728), Condesa de Cosel, casada el 3 de junio de 1725 con Enrique Federico, conde de Friesen.
2. Federica Alejandrina (27 de octubre de 1709-84), Condesa de Cosel, casada el 18 de febrero de 1730 con Juan Antonio Xantius, conde de Moszinsky.
3. Federico Augusto (27 de agosto de 1712-15 de octubre de 1770), conde de Cosel, casado el 1 de junio de 1749 con la condesa Cristina Federica de Holtzendorff. Tuvieron cuatro hijos. Los dos hijos, Gustavo y Ernesto Segismundo, murieron solteros. Una de las dos hijas, Constanza Alejandrina, se casó con Juan Enrique, Lehnsgraf Knuth. La otra, llamada Carlota, primero casó con el conde Rodolfo de Bunau y luego con Carlos de Riviere.

Con Enriqueta Renard
1. Ana Carolina (26 de noviembre de 1707-Aviñón, 27 de septiembre de 1769), condesa Orzelska, casada el 10 de agosto de 1730 con Carlos Luis  de Schleswig-Holstein-Sonderburg-Beck. La pareja se divorció en 1733.

## Mecenas
Siendo aún un joven príncipe, Augusto visitó el Palacio de Versalles, lo que marcó su vida y orientó su manera de administrar el Estado. Convertiría la capital, Dresde, en una de las ciudades más bellas de Europa. Se rodeó de una capilla de grandes músicos, entre ellos Silvius Leopold Weiss, Johann David Heinichen y el violinista Veracini. También introdujo en Meissen la industria de las porcelanas.

## Ancestros
| \| \| \| \| \| \| \| \| \| \| \| \| \| \| \| \| \| \| \| \| 16. Elector Cristián I de Sajonia \| \| \| \| \| \| \| \| \| \| \| \| \| \| \| \| \| \| \| \| \| \| \| \| \| \| \| \| \| \| \| \| \| \| \| \| \| \| \| \| \| \| \| \| \| \| \| \| \| \| \| \| \| \| 8. Jorge I, Elector de Sajonia \| \| \| \| \| \| \| \| \| \| \| \| \| \| \| \| \| \| \| \| \| \| \| \| \| \| \| \| \| \| \| \| \| \| \| \| \| \| \| \| \| \| \| \| \| \| \| \| \| \| \| \| \| \| 17. Sofía de Brandeburgo \| \| \| \| \| \| \| \| \| \| \| \| \| \| \| \| \| \| \| \| \| \| \| \| \| \| \| \| \| \| \| \| \| \| \| \| \| \| \| \| \| \| \| \| \| \| \| \| \| \| \| \| \| \| 4. Juan Jorge II de Sajonia II, Elector de Sajonia \| \| \| \| \| \| \| \| \| \| \| \| \| \| \| \| \| \| \| \| \| \| \| \| \| \| \| \| \| \| \| \| \| \| \| \| \| \| \| \| \| \| \| \| \| \| \| \| \| \| \| \| \| \| 18. Alberto Federico, Duque de Prusia \| \| \| \| \| \| \| \| \| \| \| \| \| \| \| \| \| \| \| \| \| \| \| \| \| \| \| \| \| \| \| \| \| \| \| \| \| \| \| \| \| \| \| \| \| \| \| \| \| \| \| \| \| \| 9. Magdalena Sibila de Prusia \| \| \| \| \| \| \| \| \| \| \| \| \| \| \| \| \| \| \| \| \| \| \| \| \| \| \| \| \| \| \| \| \| \| \| \| \| \| \| \| \| \| \| \| \| \| \| \| \| \| \| \| \| \| 19. Princesa María Leonor de Cléveris \| \| \| \| \| \| \| \| \| \| \| \| \| \| \| \| \| \| \| \| \| \| \| \| \| \| \| \| \| \| \| \| \| \| \| \| \| \| \| \| \| \| \| \| \| \| \| \| \| \| \| \| \| \| 2. Juan Jorge III, Elector de Sajonia \| \| \| \| \| \| \| \| \| \| \| \| \| \| \| \| \| \| \| \| \| \| \| \| \| \| \| \| \| \| \| \| \| \| \| \| \| \| \| \| \| \| \| \| \| \| \| \| \| \| \| \| \| \| 20. Elector Juan Jorge de Brandeburgo \| \| \| \| \| \| \| \| \| \| \| \| \| \| \| \| \| \| \| \| \| \| \| \| \| \| \| \| \| \| \| \| \| \| \| \| \| \| \| \| \| \| \| \| \| \| \| \| \| \| \| \| \| \| 10. Cristián, Margrave de Brandeburgo-Bayreuth \| \| \| \| \| \| \| \| \| \| \| \| \| \| \| \| \| \| \| \| \| \| \| \| \| \| \| \| \| \| \| \| \| \| \| \| \| \| \| \| \| \| \| \| \| \| \| \| \| \| \| \| \| \| 21. Princesa Isabel de Anhalt-Zerbst \| \| \| \| \| \| \| \| \| \| \| \| \| \| \| \| \| \| \| \| \| \| \| \| \| \| \| \| \| \| \| \| \| \| \| \| \| \| \| \| \| \| \| \| \| \| \| \| \| \| \| \| \| \| 5. Magdalena Sibila de Brandeburgo-Bayreuth \| \| \| \| \| \| \| \| \| \| \| \| \| \| \| \| \| \| \| \| \| \| \| \| \| \| \| \| \| \| \| \| \| \| \| \| \| \| \| \| \| \| \| \| \| \| \| \| \| \| \| \| \| \| 22. Alberto Federico de Ansbach (= 18) \| \| \| \| \| \| \| \| \| \| \| \| \| \| \| \| \| \| \| \| \| \| \| \| \| \| \| \| \| \| \| \| \| \| \| \| \| \| \| \| \| \| \| \| \| \| \| \| \| \| \| \| \| \| 11. Princesa María de Prusia \| \| \| \| \| \| \| \| \| \| \| \| \| \| \| \| \| \| \| \| \| \| \| \| \| \| \| \| \| \| \| \| \| \| \| \| \| \| \| \| \| \| \| \| \| \| \| \| \| \| \| \| \| \| 23. Duquesa María Leonor de Cléveris (= 19) \| \| \| \| \| \| \| \| \| \| \| \| \| \| \| \| \| \| \| \| \| \| \| \| \| \| \| \| \| \| \| \| \| \| \| \| \| \| \| \| \| \| \| \| \| \| \| \| \| \| \| \| \| \| 1. Rey Augusto II el Fuerte \| \| \| \| \| \| \| \| \| \| \| \| \| \| \| \| \| \| \| \| \| \| \| \| \| \| \| \| \| \| \| \| \| \| \| \| \| \| \| \| \| \| \| \| \| \| \| \| \| \| \| \| \| \| 24. Rey Federico II de Dinamarca \| \| \| \| \| \| \| \| \| \| \| \| \| \| \| \| \| \| \| \| \| \| \| \| \| \| \| \| \| \| \| \| \| \| \| \| \| \| \| \| \| \| \| \| \| \| \| \| \| \| \| \| \| \| 12. Rey Cristián IV de Dinamarca \| \| \| \| \| \| \| \| \| \| \| \| \| \| \| \| \| \| \| \| \| \| \| \| \| \| \| \| \| \| \| \| \| \| \| \| \| \| \| \| \| \| \| \| \| \| \| \| \| \| \| \| \| \| 25. Princesa Sofía de Mecklenburgo-Güstrow \| \| \| \| \| \| \| \| \| \| \| \| \| \| \| \| \| \| \| \| \| \| \| \| \| \| \| \| \| \| \| \| \| \| \| \| \| \| \| \| \| \| \| \| \| \| \| \| \| \| \| \| \| \| 6. Federico III de Dinamarca-Noruega \| \| \| \| \| \| \| \| \| \| \| \| \| \| \| \| \| \| \| \| \| \| \| \| \| \| \| \| \| \| \| \| \| \| \| \| \| \| \| \| \| \| \| \| \| \| \| \| \| \| \| \| \| \| 26. Joaquín Federico, Elector de Brandeburgo (1546–1608) \| \| \| \| \| \| \| \| \| \| \| \| \| \| \| \| \| \| \| \| \| \| \| \| \| \| \| \| \| \| \| \| \| \| \| \| \| \| \| \| \| \| \| \| \| \| \| \| \| \| \| \| \| \| 13. Ana Catalina de Brandeburgo \| \| \| \| \| \| \| \| \| \| \| \| \| \| \| \| \| \| \| \| \| \| \| \| \| \| \| \| \| \| \| \| \| \| \| \| \| \| \| \| \| \| \| \| \| \| \| \| \| \| \| \| \| \| 27. Princesa Catalina de Brandeburgo-Küstrin (1549–1602) \| \| \| \| \| \| \| \| \| \| \| \| \| \| \| \| \| \| \| \| \| \| \| \| \| \| \| \| \| \| \| \| \| \| \| \| \| \| \| \| \| \| \| \| \| \| \| \| \| \| \| \| \| \| 3. Princesa Ana Sofía de Dinamarca \| \| \| \| \| \| \| \| \| \| \| \| \| \| \| \| \| \| \| \| \| \| \| \| \| \| \| \| \| \| \| \| \| \| \| \| \| \| \| \| \| \| \| \| \| \| \| \| \| \| \| \| \| \| 28. Wilhelm, Duque de Brunswick-Luneburgo (1535–1592) \| \| \| \| \| \| \| \| \| \| \| \| \| \| \| \| \| \| \| \| \| \| \| \| \| \| \| \| \| \| \| \| \| \| \| \| \| \| \| \| \| \| \| \| \| \| \| \| \| \| \| \| \| \| 14. Jorge, Duque de Ducado de Brunswick-Luneburgo \| \| \| \| \| \| \| \| \| \| \| \| \| \| \| \| \| \| \| \| \| \| \| \| \| \| \| \| \| \| \| \| \| \| \| \| \| \| \| \| \| \| \| \| \| \| \| \| \| \| \| \| \| \| 29. Princesa Dorotea de Dinamarca (1549–1617) \| \| \| \| \| \| \| \| \| \| \| \| \| \| \| \| \| \| \| \| \| \| \| \| \| \| \| \| \| \| \| \| \| \| \| \| \| \| \| \| \| \| \| \| \| \| \| \| \| \| \| \| \| \| 7. Sofía Amelia de Brunswick-Luneburgo \| \| \| \| \| \| \| \| \| \| \| \| \| \| \| \| \| \| \| \| \| \| \| \| \| \| \| \| \| \| \| \| \| \| \| \| \| \| \| \| \| \| \| \| \| \| \| \| \| \| \| \| \| \| 30. Luis V, Landgrave de Hesse-Darmstadt (1577–1626) \| \| \| \| \| \| \| \| \| \| \| \| \| \| \| \| \| \| \| \| \| \| \| \| \| \| \| \| \| \| \| \| \| \| \| \| \| \| \| \| \| \| \| \| \| \| \| \| \| \| \| \| \| \| 15. Ana Leonor de Hesse-Darmstadt \| \| \| \| \| \| \| \| \| \| \| \| \| \| \| \| \| \| \| \| \| \| \| \| \| \| \| \| \| \| \| \| \| \| \| \| \| \| \| \| \| \| \| \| \| \| \| \| \| \| \| \| \| \| 31. Magdalena de Brandeburgo (1582–16) \| \| \| \| \| \| \| \| \| \| \| \| \| \| \| \| \| \| \| \| \| \| \| \| \| \| \| \| \| \| \| \| \| \| \| \| \| \| \| \| \| \| \| \| \| \| \| \| \| \| \| \| |                                                          |  |  |  |  |  |  |  |  |  |  |  |  |  |  |  |
| |                                                          |  |  |  |  |  |  |  |  |  |  |  |  |  |  |  |
| | 16. Elector Cristián I de Sajonia                        |  |  |  |  |  |  |  |  |  |  |  |  |  |  |  |
| |                                                          |  |  |  |  |  |  |  |  |  |  |  |  |  |  |  |
| |                                                          |  |  |  |  |  |  |  |  |  |  |  |  |  |  |  |
| | 8. Jorge I, Elector de Sajonia                           |  |  |  |  |  |  |  |  |  |  |  |  |  |  |  |
| |                                                          |  |  |  |  |  |  |  |  |  |  |  |  |  |  |  |
| |                                                          |  |  |  |  |  |  |  |  |  |  |  |  |  |  |  |
| | 17. Sofía de Brandeburgo                                 |  |  |  |  |  |  |  |  |  |  |  |  |  |  |  |
| |                                                          |  |  |  |  |  |  |  |  |  |  |  |  |  |  |  |
| |                                                          |  |  |  |  |  |  |  |  |  |  |  |  |  |  |  |
| | 4. Juan Jorge II de Sajonia II, Elector de Sajonia       |  |  |  |  |  |  |  |  |  |  |  |  |  |  |  |
| |                                                          |  |  |  |  |  |  |  |  |  |  |  |  |  |  |  |
| |                                                          |  |  |  |  |  |  |  |  |  |  |  |  |  |  |  |
| | 18. Alberto Federico, Duque de Prusia                    |  |  |  |  |  |  |  |  |  |  |  |  |  |  |  |
| |                                                          |  |  |  |  |  |  |  |  |  |  |  |  |  |  |  |
| |                                                          |  |  |  |  |  |  |  |  |  |  |  |  |  |  |  |
| | 9. Magdalena Sibila de Prusia                            |  |  |  |  |  |  |  |  |  |  |  |  |  |  |  |
| |                                                          |  |  |  |  |  |  |  |  |  |  |  |  |  |  |  |
| |                                                          |  |  |  |  |  |  |  |  |  |  |  |  |  |  |  |
| | 19. Princesa María Leonor de Cléveris                    |  |  |  |  |  |  |  |  |  |  |  |  |  |  |  |
| |                                                          |  |  |  |  |  |  |  |  |  |  |  |  |  |  |  |
| |                                                          |  |  |  |  |  |  |  |  |  |  |  |  |  |  |  |
| | 2. Juan Jorge III, Elector de Sajonia                    |  |  |  |  |  |  |  |  |  |  |  |  |  |  |  |
| |                                                          |  |  |  |  |  |  |  |  |  |  |  |  |  |  |  |
| |                                                          |  |  |  |  |  |  |  |  |  |  |  |  |  |  |  |
| | 20. Elector Juan Jorge de Brandeburgo                    |  |  |  |  |  |  |  |  |  |  |  |  |  |  |  |
| |                                                          |  |  |  |  |  |  |  |  |  |  |  |  |  |  |  |
| |                                                          |  |  |  |  |  |  |  |  |  |  |  |  |  |  |  |
| | 10. Cristián, Margrave de Brandeburgo-Bayreuth           |  |  |  |  |  |  |  |  |  |  |  |  |  |  |  |
| |                                                          |  |  |  |  |  |  |  |  |  |  |  |  |  |  |  |
| |                                                          |  |  |  |  |  |  |  |  |  |  |  |  |  |  |  |
| | 21. Princesa Isabel de Anhalt-Zerbst                     |  |  |  |  |  |  |  |  |  |  |  |  |  |  |  |
| |                                                          |  |  |  |  |  |  |  |  |  |  |  |  |  |  |  |
| |                                                          |  |  |  |  |  |  |  |  |  |  |  |  |  |  |  |
| | 5. Magdalena Sibila de Brandeburgo-Bayreuth              |  |  |  |  |  |  |  |  |  |  |  |  |  |  |  |
| |                                                          |  |  |  |  |  |  |  |  |  |  |  |  |  |  |  |
| |                                                          |  |  |  |  |  |  |  |  |  |  |  |  |  |  |  |
| | 22. Alberto Federico de Ansbach (= 18)                   |  |  |  |  |  |  |  |  |  |  |  |  |  |  |  |
| |                                                          |  |  |  |  |  |  |  |  |  |  |  |  |  |  |  |
| |                                                          |  |  |  |  |  |  |  |  |  |  |  |  |  |  |  |
| | 11. Princesa María de Prusia                             |  |  |  |  |  |  |  |  |  |  |  |  |  |  |  |
| |                                                          |  |  |  |  |  |  |  |  |  |  |  |  |  |  |  |
| |                                                          |  |  |  |  |  |  |  |  |  |  |  |  |  |  |  |
| | 23. Duquesa María Leonor de Cléveris (= 19)              |  |  |  |  |  |  |  |  |  |  |  |  |  |  |  |
| |                                                          |  |  |  |  |  |  |  |  |  |  |  |  |  |  |  |
| |                                                          |  |  |  |  |  |  |  |  |  |  |  |  |  |  |  |
| | 1. Rey Augusto II el Fuerte                              |  |  |  |  |  |  |  |  |  |  |  |  |  |  |  |
| |                                                          |  |  |  |  |  |  |  |  |  |  |  |  |  |  |  |
| |                                                          |  |  |  |  |  |  |  |  |  |  |  |  |  |  |  |
| | 24. Rey Federico II de Dinamarca                         |  |  |  |  |  |  |  |  |  |  |  |  |  |  |  |
| |                                                          |  |  |  |  |  |  |  |  |  |  |  |  |  |  |  |
| |                                                          |  |  |  |  |  |  |  |  |  |  |  |  |  |  |  |
| | 12. Rey Cristián IV de Dinamarca                         |  |  |  |  |  |  |  |  |  |  |  |  |  |  |  |
| |                                                          |  |  |  |  |  |  |  |  |  |  |  |  |  |  |  |
| |                                                          |  |  |  |  |  |  |  |  |  |  |  |  |  |  |  |
| | 25. Princesa Sofía de Mecklenburgo-Güstrow               |  |  |  |  |  |  |  |  |  |  |  |  |  |  |  |
| |                                                          |  |  |  |  |  |  |  |  |  |  |  |  |  |  |  |
| |                                                          |  |  |  |  |  |  |  |  |  |  |  |  |  |  |  |
| | 6. Federico III de Dinamarca-Noruega                     |  |  |  |  |  |  |  |  |  |  |  |  |  |  |  |
| |                                                          |  |  |  |  |  |  |  |  |  |  |  |  |  |  |  |
| |                                                          |  |  |  |  |  |  |  |  |  |  |  |  |  |  |  |
| | 26. Joaquín Federico, Elector de Brandeburgo (1546–1608) |  |  |  |  |  |  |  |  |  |  |  |  |  |  |  |
| |                                                          |  |  |  |  |  |  |  |  |  |  |  |  |  |  |  |
| |                                                          |  |  |  |  |  |  |  |  |  |  |  |  |  |  |  |
| | 13. Ana Catalina de Brandeburgo                          |  |  |  |  |  |  |  |  |  |  |  |  |  |  |  |
| |                                                          |  |  |  |  |  |  |  |  |  |  |  |  |  |  |  |
| |                                                          |  |  |  |  |  |  |  |  |  |  |  |  |  |  |  |
| | 27. Princesa Catalina de Brandeburgo-Küstrin (1549–1602) |  |  |  |  |  |  |  |  |  |  |  |  |  |  |  |
| |                                                          |  |  |  |  |  |  |  |  |  |  |  |  |  |  |  |
| |                                                          |  |  |  |  |  |  |  |  |  |  |  |  |  |  |  |
| | 3. Princesa Ana Sofía de Dinamarca                       |  |  |  |  |  |  |  |  |  |  |  |  |  |  |  |
| |                                                          |  |  |  |  |  |  |  |  |  |  |  |  |  |  |  |
| |                                                          |  |  |  |  |  |  |  |  |  |  |  |  |  |  |  |
| | 28. Wilhelm, Duque de Brunswick-Luneburgo (1535–1592)    |  |  |  |  |  |  |  |  |  |  |  |  |  |  |  |
| |                                                          |  |  |  |  |  |  |  |  |  |  |  |  |  |  |  |
| |                                                          |  |  |  |  |  |  |  |  |  |  |  |  |  |  |  |
| | 14. Jorge, Duque de Ducado de Brunswick-Luneburgo        |  |  |  |  |  |  |  |  |  |  |  |  |  |  |  |
| |                                                          |  |  |  |  |  |  |  |  |  |  |  |  |  |  |  |
| |                                                          |  |  |  |  |  |  |  |  |  |  |  |  |  |  |  |
| | 29. Princesa Dorotea de Dinamarca (1549–1617)            |  |  |  |  |  |  |  |  |  |  |  |  |  |  |  |
| |                                                          |  |  |  |  |  |  |  |  |  |  |  |  |  |  |  |
| |                                                          |  |  |  |  |  |  |  |  |  |  |  |  |  |  |  |
| | 7. Sofía Amelia de Brunswick-Luneburgo                   |  |  |  |  |  |  |  |  |  |  |  |  |  |  |  |
| |                                                          |  |  |  |  |  |  |  |  |  |  |  |  |  |  |  |
| |                                                          |  |  |  |  |  |  |  |  |  |  |  |  |  |  |  |
| | 30. Luis V, Landgrave de Hesse-Darmstadt (1577–1626)     |  |  |  |  |  |  |  |  |  |  |  |  |  |  |  |
| |                                                          |  |  |  |  |  |  |  |  |  |  |  |  |  |  |  |
| |                                                          |  |  |  |  |  |  |  |  |  |  |  |  |  |  |  |
| | 15. Ana Leonor de Hesse-Darmstadt                        |  |  |  |  |  |  |  |  |  |  |  |  |  |  |  |
| |                                                          |  |  |  |  |  |  |  |  |  |  |  |  |  |  |  |
| |                                                          |  |  |  |  |  |  |  |  |  |  |  |  |  |  |  |
| | 31. Magdalena de Brandeburgo (1582–16)                   |  |  |  |  |  |  |  |  |  |  |  |  |  |  |  |
| |                                                          |  |  |  |  |  |  |  |  |  |  |  |  |  |  |  |
| |                                                          |  |  |  |  |  |  |  |  |  |  |  |  |  |  |  |

| Predecesor: Juan Jorge IV            | Elector de Sajonia 1694-1733                      | Sucesor: Federico Augusto II      |
| Predecesor: Juan III                 | Rey de Polonia y Gran Duque de Lituania 1697-1706 | Sucesor: Estanislao I Leszczynski |
| Predecesor: Estanislao I Leszczynski | Rey de Polonia y Gran Duque de Lituania 1709-1733 | Sucesor: Estanislao I Leszczynski |

## Legado

### Artes

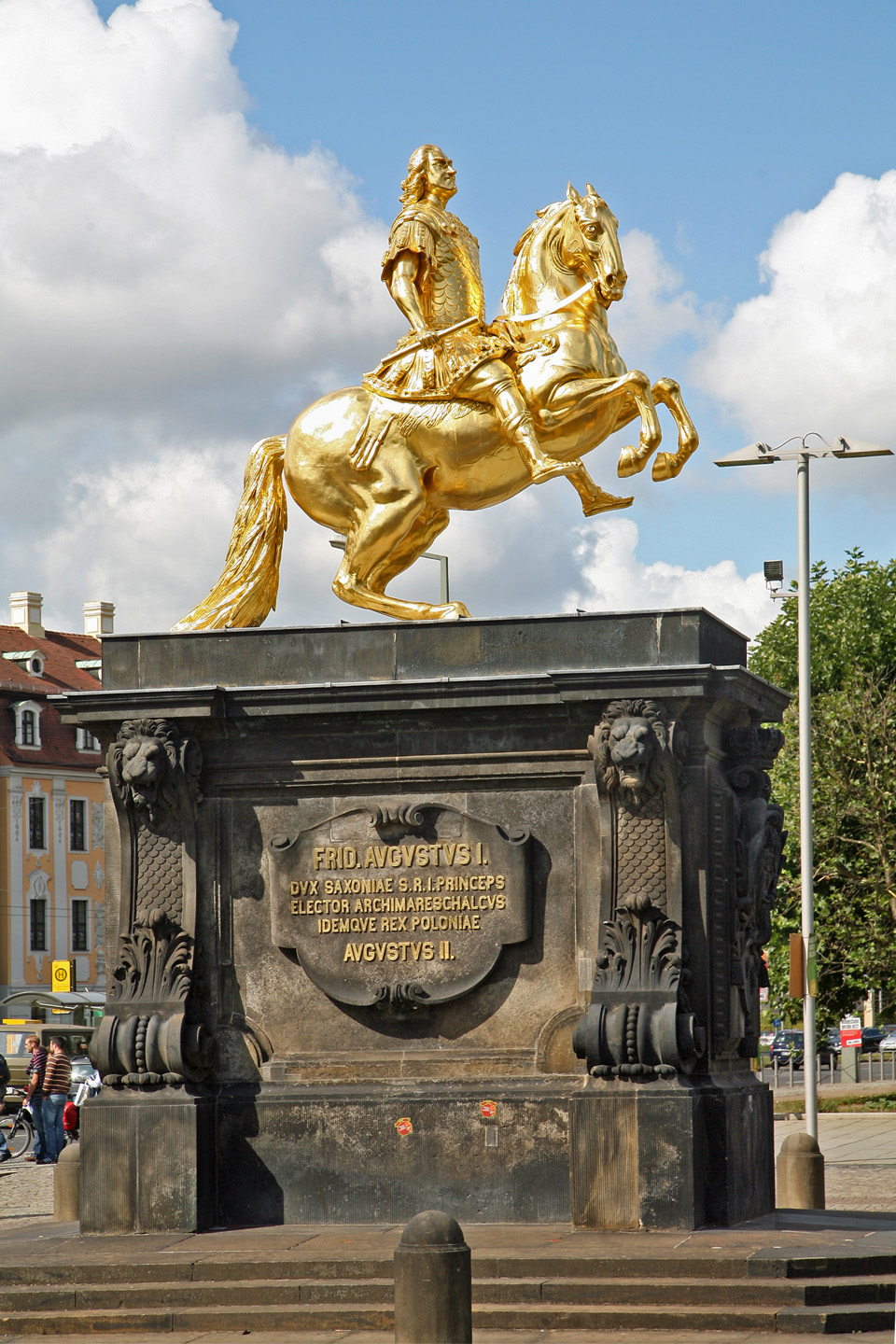
Estatua ecuestre de Augusto II el Fuerte en Dresde

Augusto es quizás mejor recordado como un mecenas de las artes y la arquitectura. Tenía hermosos palacios construidos en Dresde, una ciudad que se hizo famosa por su extraordinaria brillantez cultural. Introdujo los primeros museos públicos, como la Bóveda Verde en 1723, y comenzó la colección sistemática de pinturas que ahora se exhiben en la Galería de los Viejos Maestros.
Augusto recorrió Francia e Italia de 1687 a 1689. La corte extravagante en Versalles, perfectamente adaptada para satisfacer las necesidades de un monarca absoluto, lo impresionó profundamente. De acuerdo con el espíritu de la época barroca, Augusto invirtió fuertemente en el esplendor representativo del Palacio de Dresde,  su residencia principal, para exponer su riqueza y poder.
Con estrictas regulaciones de construcción, importantes planes de desarrollo urbano y un cierto sentimiento por el arte, el rey comenzó a transformar Dresde en un reconocido centro cultural con una de las mejores colecciones de arte de Alemania, aunque la mayoría de los lugares de interés y monumentos famosos de la ciudad se completaron durante el reinado de su hijo Augusto III. El edificio más famoso que emperó a construirse durante el reinado de Augusto el Fuerte fue el Zwinger. También se conocen el castillo de Pillnitz, su residencia de verano, el castillo de Moritzburg y el castillo de Hubertusburg, sus refugios de caza. Amplió enormemente el Palacio Sajón en Varsovia con el Jardín Sajón adyacente., que se convirtió en el parque público más antiguo de la ciudad y en uno de los primeros parques de acceso público del mundo. También amplió el Palacio de Wilanów .
Le otorgó al compositor Johann Adolph Hasse el título de Kapellmeister Royal-Polish y Electoral-Saxon en 1731. 
Un hombre de placer, el rey patrocinó lujosos bailes de la cancha, bailes de estilo veneciano en maschera y lujosas reuniones de la corte, juegos y festividades en el jardín. Su corte adquirió una reputación de extravagancia en toda Europa. Realizó un famoso concurso de lanzamiento de animales en Dresde en el que 647 zorros, 533 liebres, 34 tejones y 21 gatos monteses fueron arrojados.  Augusto mismo participó, según los informes, demostrando su fuerza sosteniendo el extremo de su honda con solo un dedo, con dos de los hombres más fuertes de su corte en el otro extremo.

## Nota
1. ↑  En Polonia-Lituania era llamado como Augusto II.
2. En Polonia-Lituania era llamado como Augusto II.